# Луверс (Колорадо)
Луверс (енгл. Louviers) насељено је место без административног статуса у америчкој савезној држави Колорадо.

## Демографија
По попису из 2010. године број становника је 269, што је 32 (13,5%) становника више него 2000. године.
| Група             | 2000.       | 2010.       |
| Белци             | 228 (96,2%) | 256 (95,2%) |
| Афроамериканци    | 0 (0,0%)    | 0 (0,0%)    |
| Азијати           | 2 (0,8%)    | 2 (0,7%)    |
| Хиспаноамериканци | 1 (0,4%)    | 9 (3,3%)    |
| Укупно            | 237         | 269         |